# Rokin (straat)

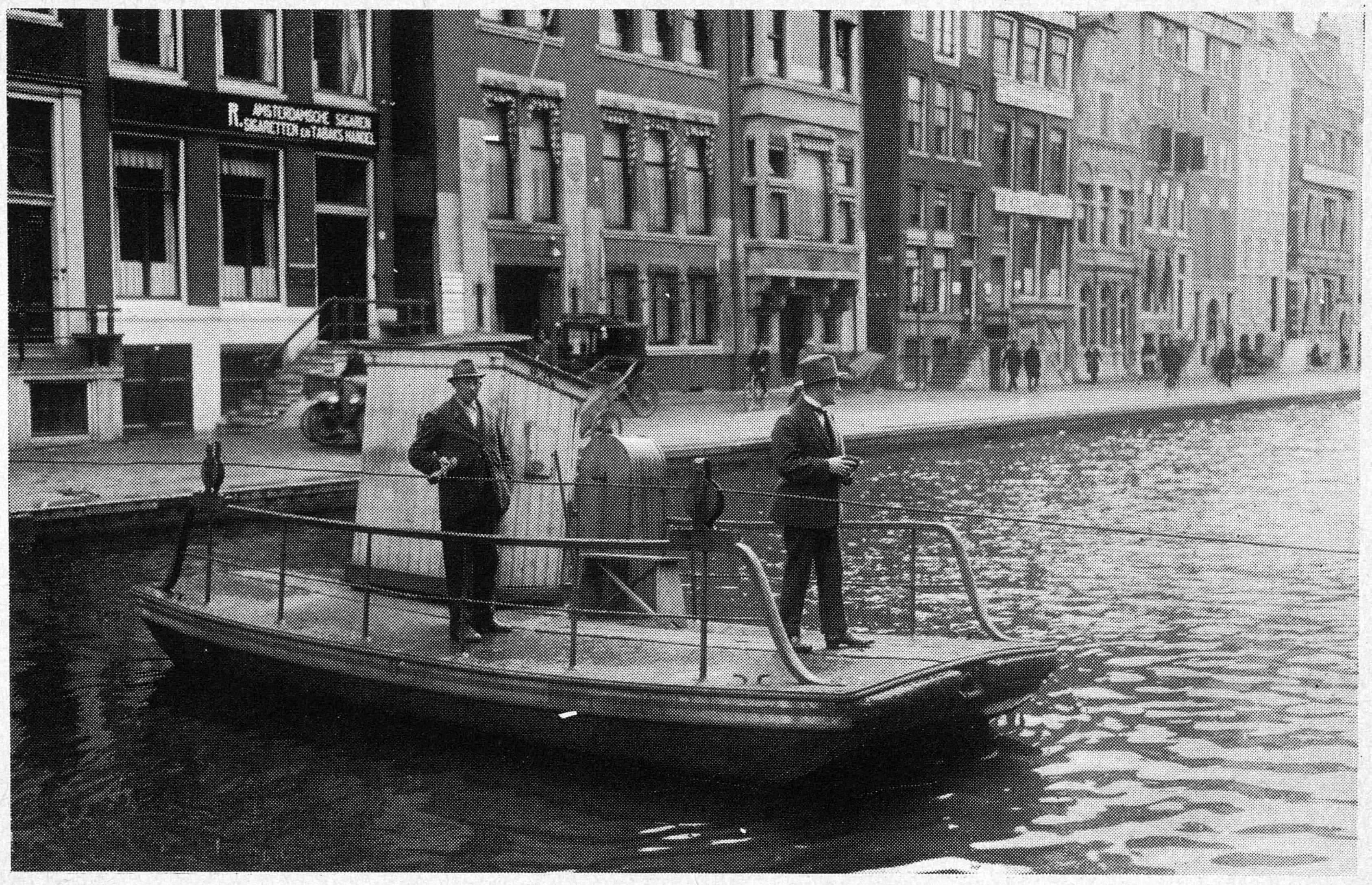
Gierpontje Rokin tussen 1900 en 1914

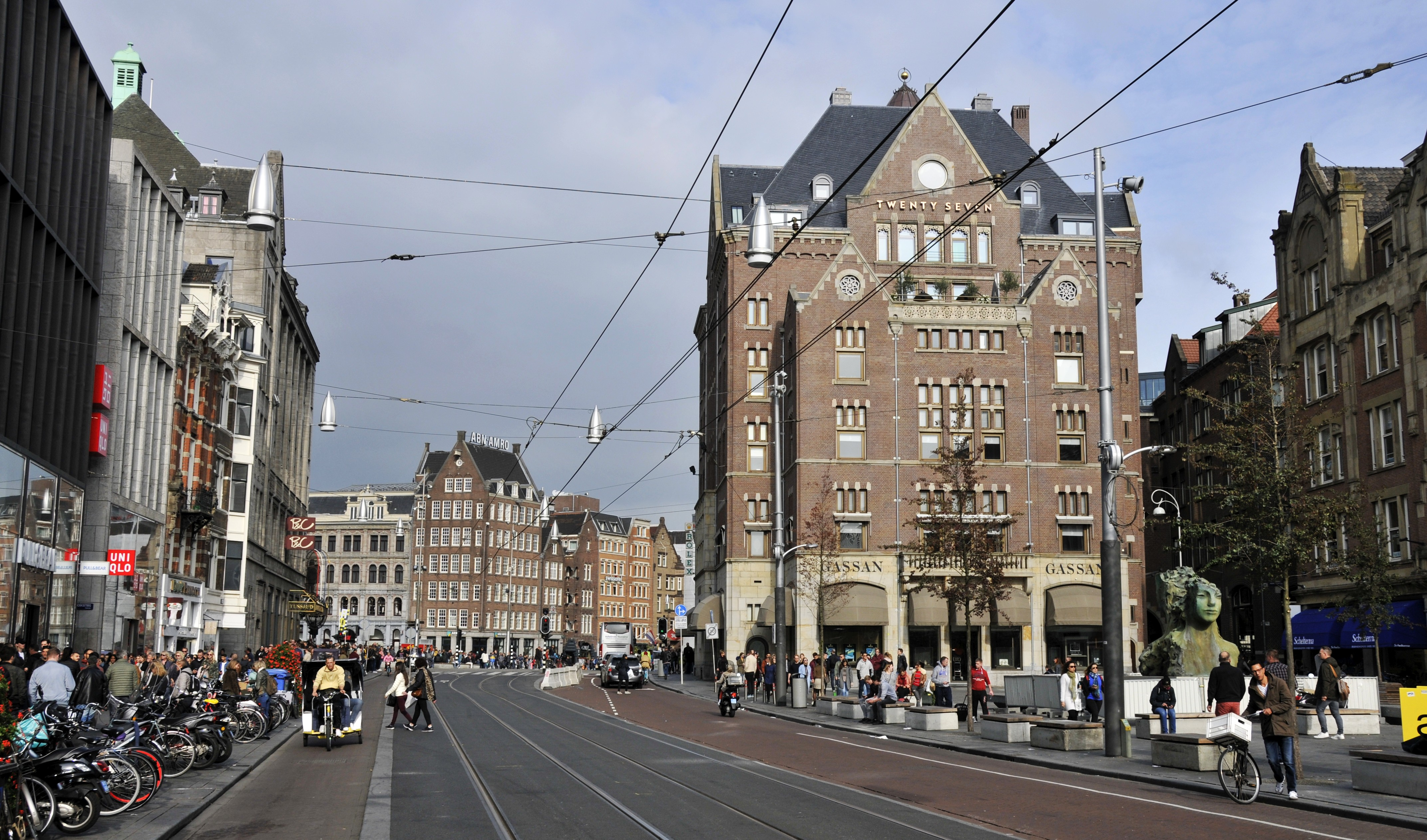
Sinds 1916 vormt Gebouw Industria de noordelijke afsluiting van het Rokin bij de Dam - foto 2018.

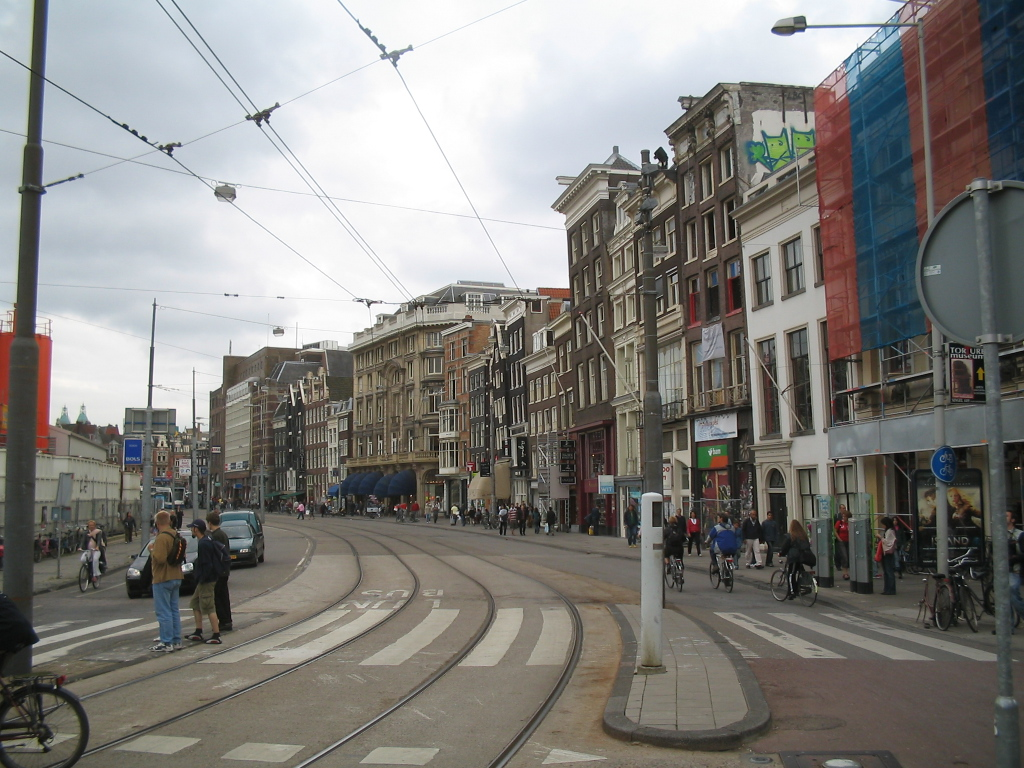
Het Rokin ter hoogte van het Spui, met links een afscherming voor de werkzaamheden aan de Noord/Zuidlijn - foto 2005.

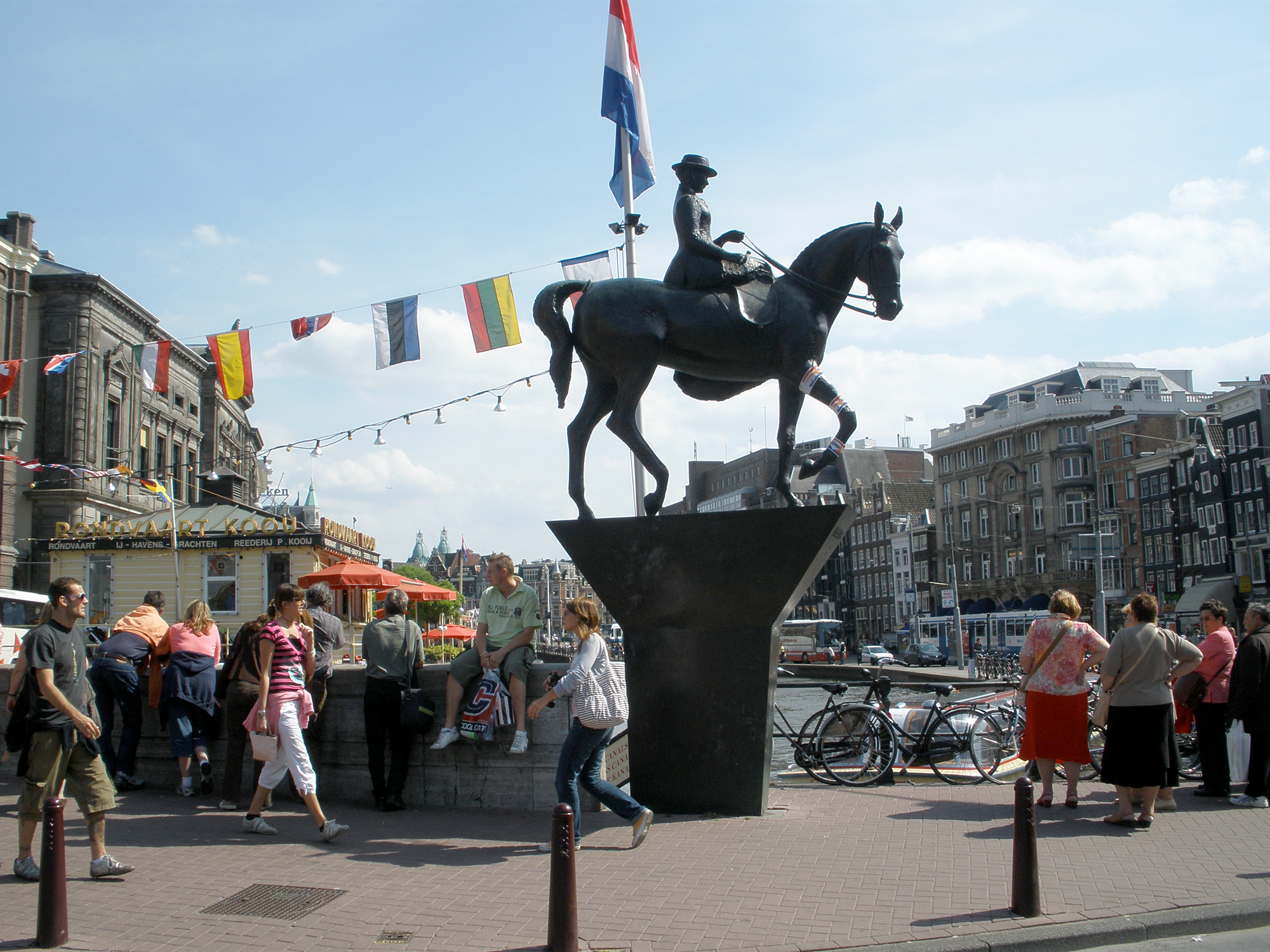
Ruiterstandbeeld van Koningin Wilhelmina ter hoogte van de Langebrugsteeg.

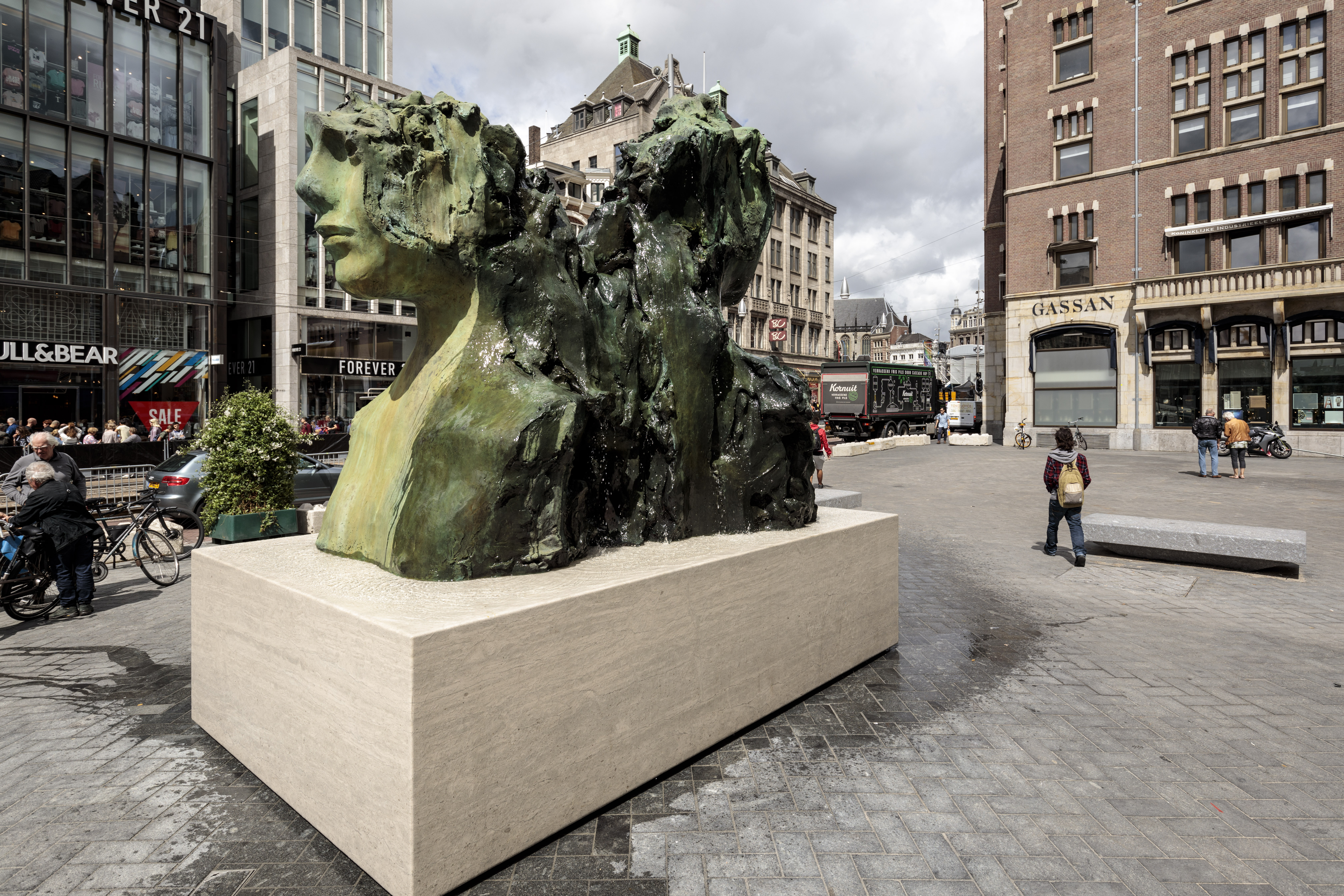
Fontein van Mark Manders in 2017 ter hoogte van Scheltema.

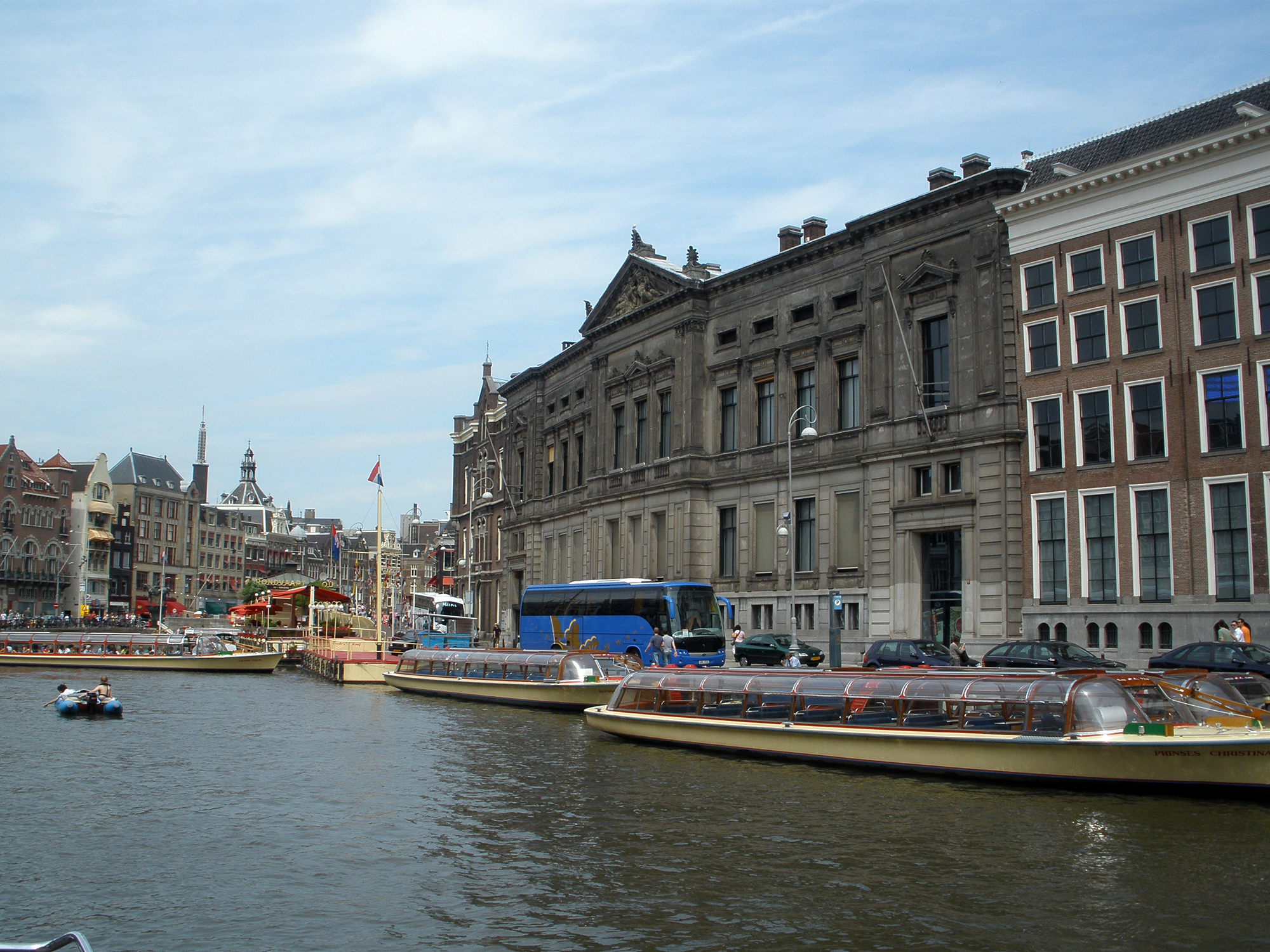
Het voormalige gebouw van De Nederlandsche Bank, thans Allard Pierson Museum.

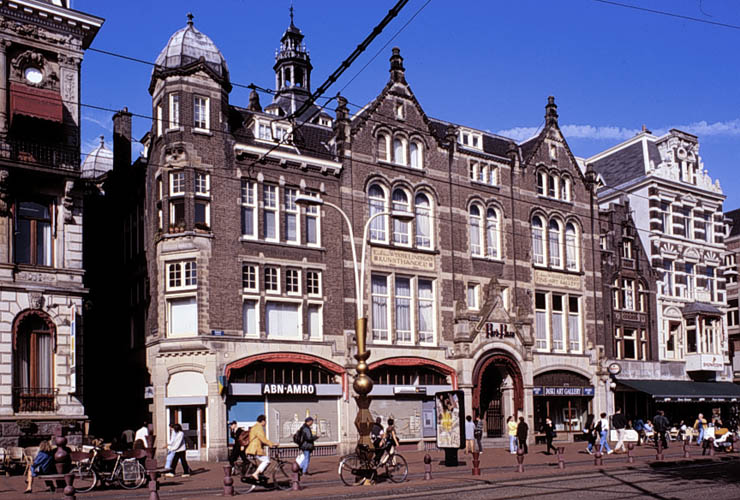
Rokin 78-80 met de kunstzalen van Wisselingh en de ingang van de Nieuwezijds Kapel. Op deze plek stond eerder de aan het Mirakel van Amsterdam gewijde Kapel ter Heilige Stede.

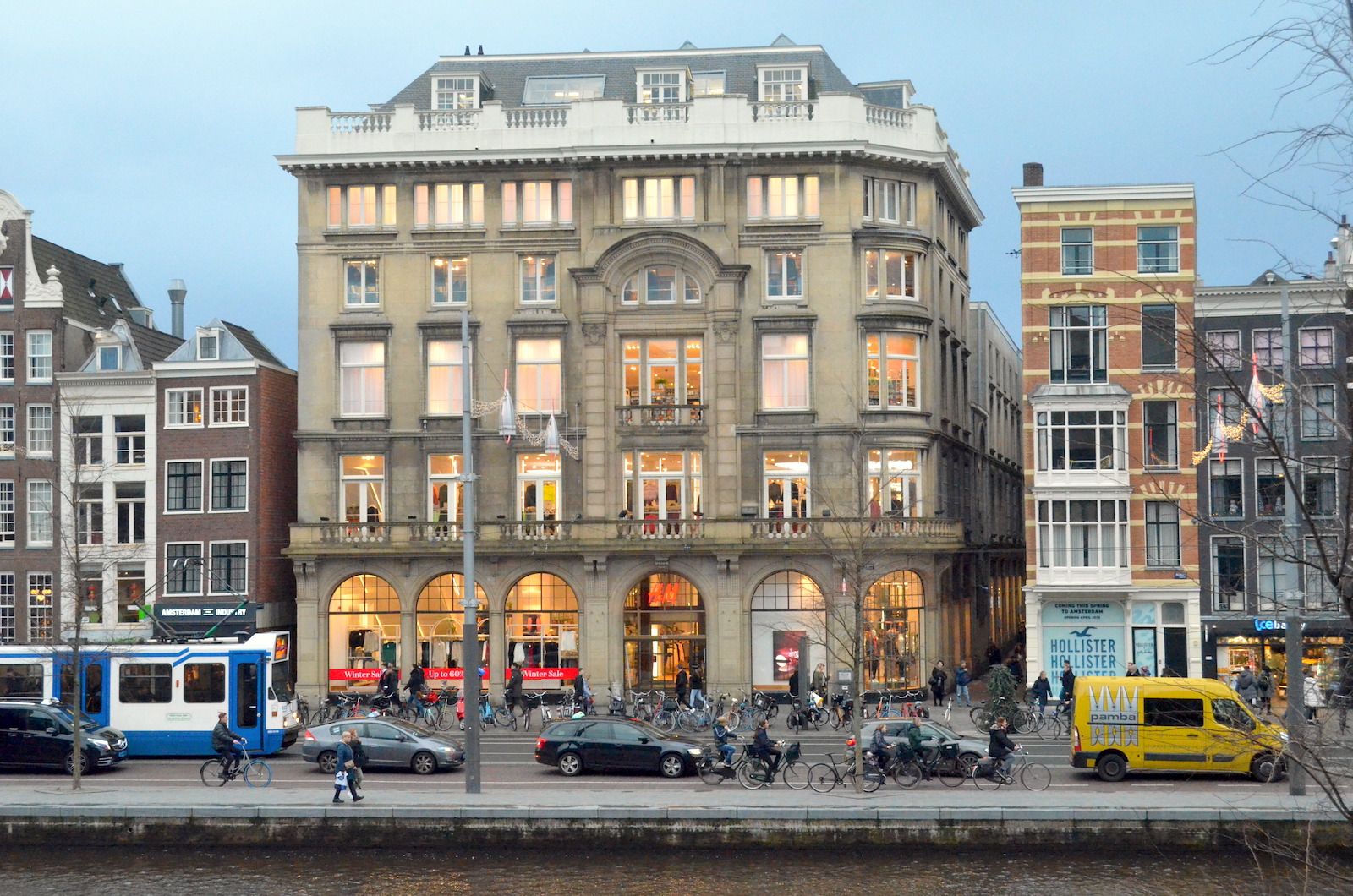
Voormalig gebouw van Maison de Bonneterie, nu Hennes & Mauritz - foto, december 2019.

Het Rokin is een water en een straat in Amsterdam, gelegen tussen de Dam en het Muntplein, onderdeel van de vroegere loop van de Amstel.  Trams van lijn 4 en 14 en bussen van een aantal nachtbuslijnen rijden over het Rokin.

## Naam
De oudste vermeldingen van de naam Rokin dateren van 1559 (als Ruck-in), 1563 (Rock Inne) en 1564 ('t Rockin). De naam duidde de kade aan die kort daarvoor was aangelegd aan de westkant van de toenmalige Amstel, net ten zuiden van de Dam. Daarvoor moesten de panden die tot dan toe tot aan het water van de Amstel stonden 'inrukken'. 
Voor het bekende verhaal dat Rokin een verbastering is van Rak-in zijn geen historische aanwijzingen. Rak is de naam voor een recht stuk vaart, maar dat woord is nergens in Nederland veranderd in rok en er wordt nooit een voorzetsel of bijwoord achter geplakt. 
Het water wordt pas sinds de zeventiende eeuw soms Rokin genoemd.

## Demping
Het gedeelte van de Amstel tussen het Spui en de Dam werd in de jaren dertig in twee etappes (1933 en 1936) gedempt. 
Tot 1933 voer over korte afstand een gierpontje voor voetgangers en fietsers over het water. Het tarief bedroeg 1 tot 3 cent. Het gedempte gedeelte werd daarna gebruikt als parkeerplaats. In het overgebleven deel van het water meren tegenwoordig rondvaartboten aan.
Een team archeologen van het Gemeentelijke Bureau Monumenten & Archeologie is tijdens de bouw van de Noord/Zuidlijn bezig geweest met opgravingen. In een bouwput tot 8 meter onder NAP vond men een enorme concentratie van objecten uit de periode 1300-1900. Naast tientallen potten en kruiken waren er complete schoenen, botmateriaal en vele metalen voorwerpen. Opvallend was dat veel voorwerpen van aardewerk nog heel of bijna compleet waren.
Het water van de rivier de Amstel was hier beduidend rustiger dan in het Damrak, waar hoofdzakelijk scherven zijn gevonden.
Er zijn voorstellen geweest om de historische situatie te herstellen en het Rokin na de aanleg van de Noord/Zuidlijn weer uit te graven, maar deze plannen zijn tot op heden tegengewerkt door de ondernemers rond het Rokin.

## Noord/Zuidlijn en Rode loper
Van 2003 tot 2020 vonden op het Rokin bouwwerkzaamheden plaats voor metrostation Rokin op de Noord/Zuidlijn. Tussen Dam en Spui werd in een diepe bouwput het station aangelegd met daarboven een fietsenstalling en een parkeergarage. Nadat de bouwkuip gedicht was werd als onderdeel van project 'Rode Loper' het Rokin samen met het Damrak opnieuw ingericht met grijze natuurstenen stoepen en spanverlichting die het eerdere bordeauxrode geometrische straatmeubilair van Alexander Schabracq vervangen. Op een nieuw pleintje voor de noordelijke metro-ingang werd na een selectie een bronzen fontein van kunstenaar Mark Manders geplaatst.

## Bekende gebouwen
Tot 1908 stond aan het Rokin de Kapel ter Heilige Stede (Nieuwezijds Kapel). Deze kerk werd gebouwd ter ere van het Mirakel van Amsterdam. In 1988 werd op het trottoir terzijde van Rokin 78-80 de "Mirakelkolom" geplaatst; een overblijfsel van de afgebroken kerk.
In 1608-1609 werd naar een ontwerp van Hendrick de Keyser over het Rokin, bij de Dam, de eerste Amsterdamse beurs gebouwd. Deze Beurs van Hendrick de Keyser, die een belangrijke rol speelde in het economische succes van de stad tijdens de Gouden Eeuw, werd in 1835 gesloopt. Het gebouw stond op bogen boven de rivier. Via een centrale tunnel kon een schip onder de beurs naar het Damrak varen.
Het 'Beurspoortje', een verbinding tussen Dam en Rokin, bleef nog bestaan tot 1913. Onder het in 1913-1916 gereedgekomen Gebouw Industria, aan het noordelijke einde van het Rokin, bevindt zich een nieuw Beurspoortje, dat hieraan herinnert. De tweede beurs, de Beurs van Zocher, die in 1845 naar een ontwerp van Jan David Zocher aan de noordzijde van de Dam, op het Damrak werd gebouwd, werd in 1903 vervangen door de Beurs van Berlage en maakte vervolgens plaats voor De Bijenkorf.
Tussen 1984 en 1987 werd ter hoogte van Rokin 65 het door Cees Dam ontworpen pand gebouwd voor de (inmiddels naar het Beursplein verhuisde) optiebeurs. Sinds december 2012 biedt dit gebouw (met een vernieuwde gevel) onderdak aan NRC-Handelsblad.
Aan de Oude Turfmarkt (aan de oostelijke oever van het Rokin) staat het gebouw van het archeologische museum van de Universiteit van Amsterdam: het Allard Pierson Museum. In dit gebouw uit 1868 was tot 1968 De Nederlandsche Bank gevestigd. Het aangrenzende door Philips Vingboons ontworpen pand uit 1642 en het ernaast gelegen Sint-Bernardusgesticht uit 1842-1843 zijn in verband met de vestiging van een nieuwe bibliotheek voor de Bijzondere Collecties van de Universiteit van Amsterdam in 2004 gerestaureerd in opdracht van de Universiteit van Amsterdam.

### Andere gebouwen
- Het pand uit 1912-1928 van voormalig warenhuis Vroom en Dreesmann.[2]
- Modewarenhuis Maison de Bonneterie (tot 2014) uit 1905, Rokin 140-142. Tegenwoordig zit hier H&M.
- Het gebouw van kunstenaarsvereniging Maatschappij Arti et Amicitiae, op de hoek van het Rokin en het Spui. Oorspronkelijk zat hier de Salon des Variétés van Joseph Duport. In 1841 werd in een van de drie daar aangekochte panden de eerste 'kunstzaal' geopend. Na een verbouwing naar ontwerp van J.H. Leliman werd het complex achter de huidige gevel (1856) tot een geheel.
- Tabakszaak Hajenius, Rokin 92-96, hofleverancier van vele Europe vorstenhuizen sinds 1826. Het gebouw, De Rijnstroom genaamd, stamt uit 1915. Zowel het gebouw als het rijke interieur werd ontworpen door de broers Johan Godard en Adolf Daniël Nicolaas van Gendt, bekende Amsterdamse bouwmeesters.
- Het Instituut voor Informatierecht van de Universiteit van Amsterdam op Rokin 84.
- Het van 1908 tot 1912 gebouwde complex aan Rokin 78-80 met, zoals de tegeltableaus aan de gevel vermelden, de expositiezalen van de destijds internationaal vermaarde kunsthandel van Wisselingh en Co. In het midden van het gebouw bevindt zich de ingang van de eveneens door C.B. Posthumus Meyjes sr ontworpen Nieuwezijds Kapel. Op deze plek stond tot 1908 de Kapel Ter Heilige Stede. Sinds 2005 is in de voormalige kerk op nummer 78 The Amsterdam Dungeon gevestigd.
- Magazijn De Gouden Bril, de oudste nog bestaande opticien in Nederland, op Rokin 72, hoek Wijde Kapelsteeg. Op de dakrand staat een gebeeldhouwde aap met een verrekijker.
- Op nr. 84, hoek Enge Kapelsteeg, bouwde Dolf van Gendt in 1882-83 voor enkele ondernemers, onder wie Gerard Heineken, in Italiaanse stijl het luxe restaurant Riche, dat hier tot 1913 werd geëxploiteerd.
- Op Rokin 99 staat het 'jongste monument van Amsterdam'. Dit gebouw uit 1990 is een postmodern bouwwerk en is ontworpen door Mart van Schijndel als kantoor van Oudhof Effecten met appartement. Sinds 2017 staat het op de gemeentelijke monumentenlijst.[3]
- Rokin Plaza, een groot kantoorgebouw met winkelruimte. Tot 1977 stond hier Hotel Polen.
- Het voormalig kantoor van The Marine Insurance Company Limited op Rokin 69, hoek Wijde Lombardsteeg. Dit fraaie Jugendstilgebouw uit 1901 werd ontworpen door Gerrit van Arkel.
- Aan de oostkant van het Rokin stond op de nummers 33-47 het gebouw uit 1913 van de Rotterdamsche Bank. In 1916/17 en 1925 volgden uitbreidingen, waardoor het pand uiteindelijk Rokin 23-51 zou omvatten. Dit complex werd afgebroken in 1987 en vervangen door het gebouw van de Fortisbank. In 2014 werd dit weer gesloopt en vervangen door twee warenhuisgebouwen die in 2019 in gebruik werden genomen door warenhuis Hudson's Bay. Na de sluiting van Hudson's Bay huisde Adyen er kantoor.[4]
- Het huis van koopman Pieter Janszoon Sweelinck, zoon van de beroemde organist Jan Pieterszoon Sweelinck, op Rokin 145, gebouwd in 1642-1643, met een van de mooiste voorbeelden van een verhoogde halsgevel, ontworpen door Philips Vingboons.

- Het pand van boekhandel Scheltema.
- Sinds 1916 vormt Gebouw Industria de noordelijke afsluiting van het Rokin bij de Dam.

### Rijksmonumenten
- Lijst van rijksmonumenten aan het Rokin (Amsterdam)

## Kunst
De volgende kunstobjecten zijn zichtbaar:
- Ter hoogte van de Langebrugsteeg staat een bronzen ruiterstandbeeld van de jonge Koningin Wilhelmina van de hand van Theresia van der Pant (1972).
- Ter hoogte van het Spui staat de Mirakelkolom als herinnering aan de Kapel ter Heilige Stede (1988)
- Ter hoogte van Scheltema de Rokinfontein van beeldhouwer Mark Manders (2017)
- Verspreid over de ruimte kunstwerk Bicycloud van Frank Tjepkema (2017/2018)

## Afbeeldingen

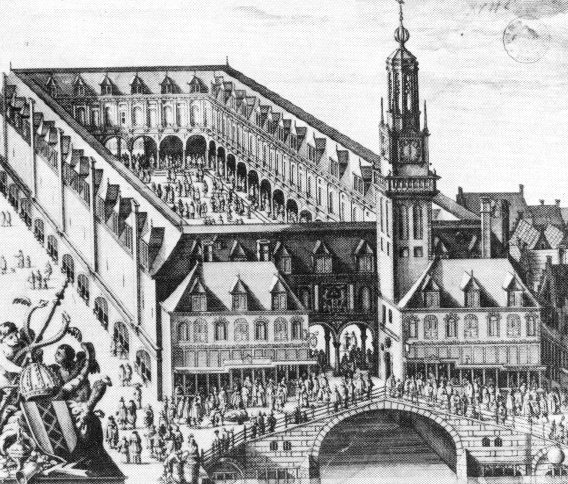
De beurs van Hendrick de Keyser
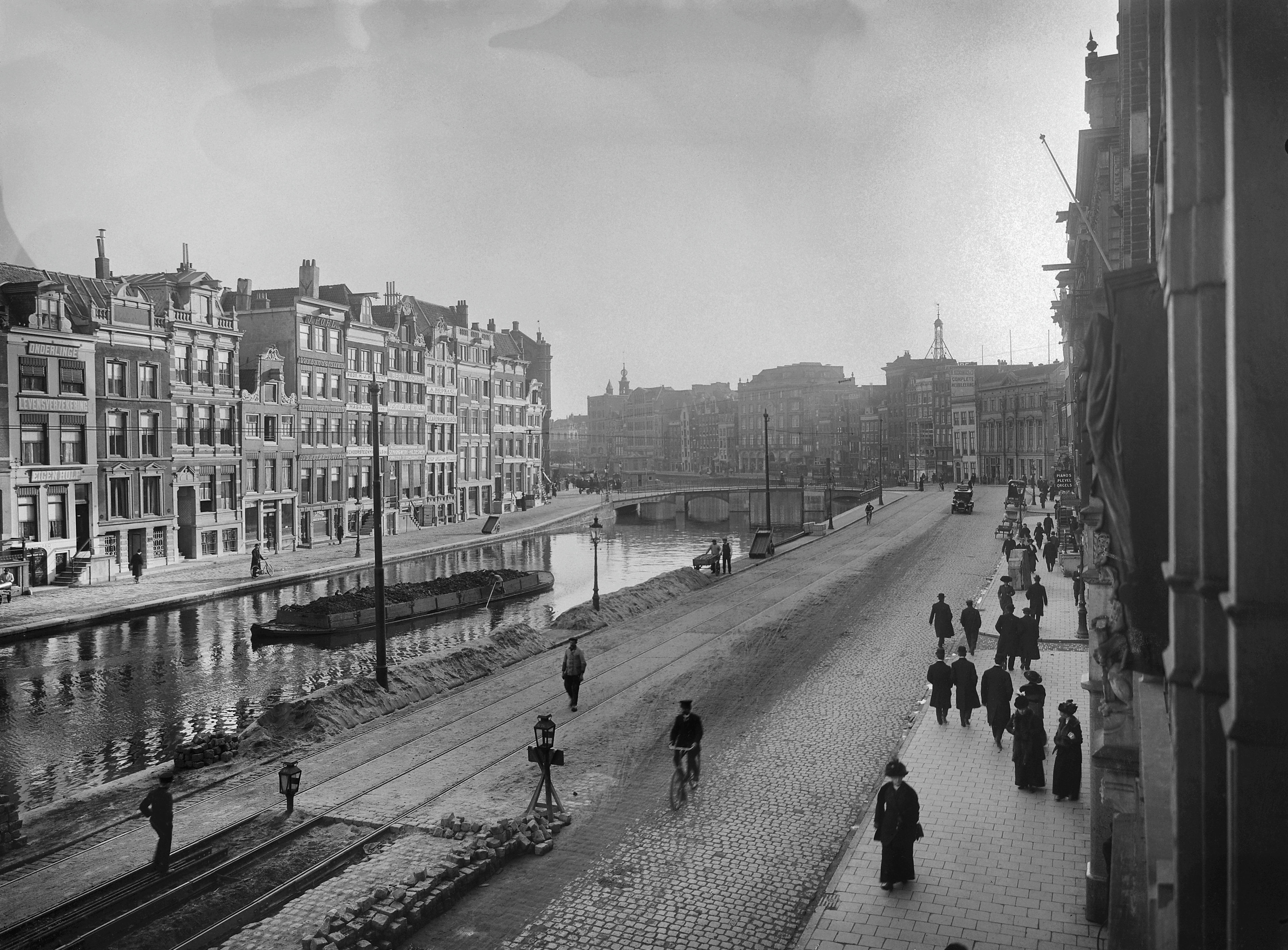
Het Rokin begin 20e eeuw gezien in zuidelijke richting, nog voor de demping.
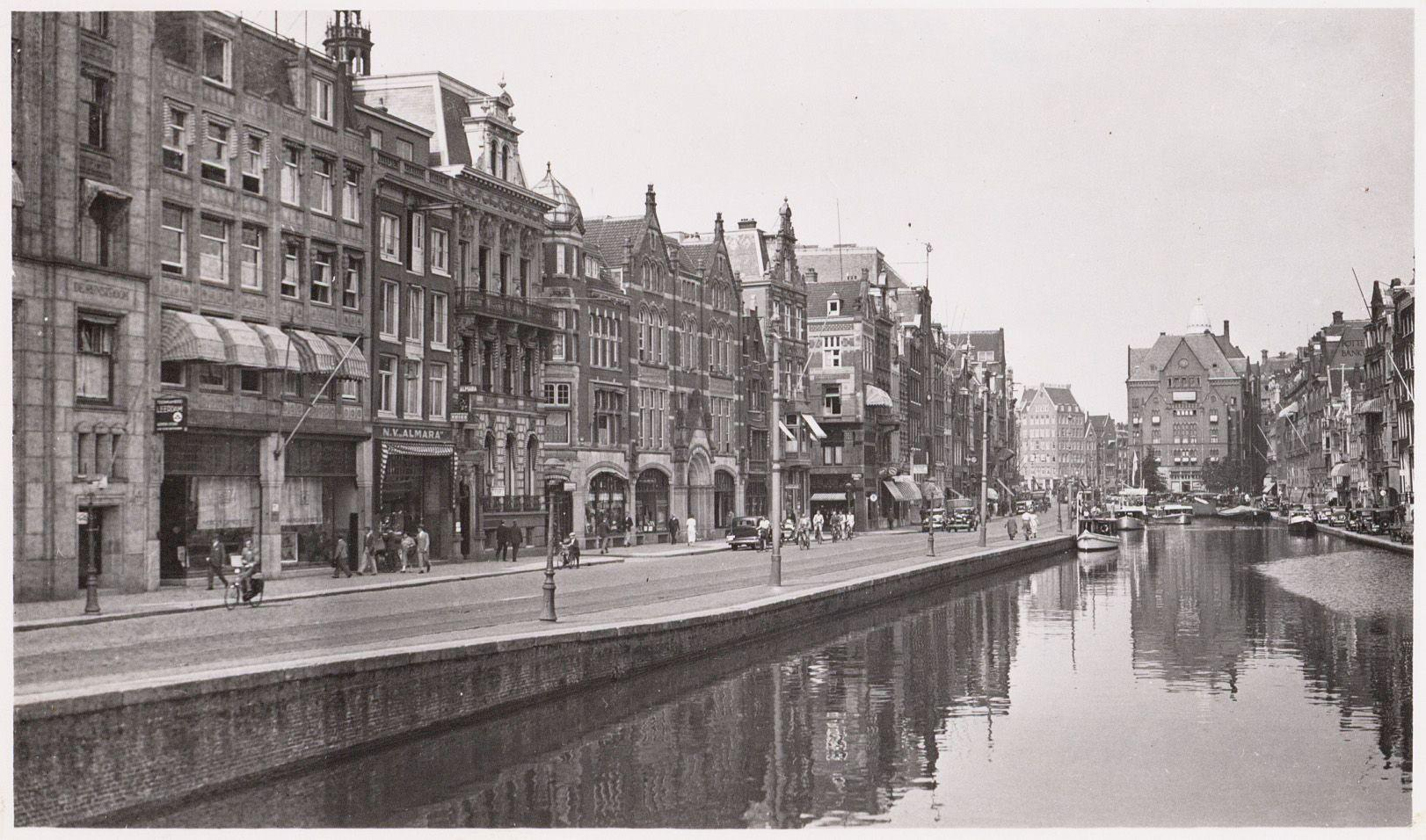
Het noordelijke deel van het Rokin in 1935, kort voor de demping.
- Polygoon-journaal uit maart 1924 met beelden van het Rokin met langsrijdende trams.